# Olympische Geschichte Bermudas
| Gelbes Symbol für Goldmedaillen mit stilisierten Olympischen Ringen | Graues Symbol für Silbermedaillen mit stilisierten Olympischen Ringen | Braundes Symbol für Bronzemedaillen mit stilisierten Olympischen Ringen |
| ------------------------------------------------------------------- | --------------------------------------------------------------------- | ----------------------------------------------------------------------- |
| 1                                                                   | —                                                                     | 1                                                                       |

Die Bermuda Olympic Association ist das Nationale Olympische Komitee von Bermuda. Es wurde 1935 gegründet und 1936 vom Internationalen Olympischen Komitee anerkannt.
Das olympische Debüt fand 1936 statt. Bis auf die boykottierten Spiele von Moskau 1980 wurde zu allen weiteren Sommerspielen und ab 1992 zu Winterspielen Sportler geschickt.

## Übersicht

### Sommerspiele
1936 in Berlin nahmen fünf Schwimmer von den Bermudas an Olympischen Spielen teil. Leonard Spence war am 8. August 1936 im Vorlauf über 100 Meter Freistil der erste Olympionike der Bermudas. 1948 in London nahmen erstmals auch Leichtathleten und Wasserspringer teil. In London gaben auch bermudische Frauen ihr Olympiadebüt. Die ersten Olympioniken waren am 31. Juli 1948 Phyllis Lightbourn-Jones und Phyllis Edness im 100-Meter-Lauf.
1956 in Melbourne, 1960 in Rom und 1964 in Tokio bestanden die Olympiamannschaften nur aus Seglern. Die Oleander XII belegte 1964 in der Drachenklasse Platz 5. Boxen und Rudern kam 1972 für die Bermudas hinzu. 1976 in Montreal konnte der erste und bis zum 27. Juli 2021 einzige Medaillengewinn der Bermudas gefeiert werden. Der Boxer Clarence Hill gewann im Schwergewicht die Bronzemedaille. Die Bermudas folgten dem Boykottaufruf der USA und blieben den Spielen von Moskau 1980 fern.
In Los Angeles 1984 nahmen erstmals bermudische Reiter und Radrennfahrer teil. In der Tornadoklasse belegte das bermudische Boot Platz 5. 1988 in Seoul nahm der erste bermudische Tennisspieler teil. In Seoul erreichte der Hochspringer Nick Saunders das Finale und wurde Fünfter. 1992 in Barcelona war es der Dreispringer Brian Wellman, der mit Platz 5 im Finale eine Topplatzierung erreichte. 1996 in Atlanta wurde er Sechster.
In der Starbootklasse belegte 2000 in Sydney das bermudische Boot Platz 4. 2004 in Athen ging erstmals ein bermudischer Triathlet an den Start. In London 2012 qualifizierte sich der Weitspringer Tyrone Smith für das Finale, in dem er Zwölfter wurde. 2016 in Rio de Janeiro erreichte die Triathletin Flora Duffy als Achte das Ziel. Bei den Olympischen Spielen 2020 im Sommer 2021 in Tokio gelang ihr ein klarer Sieg – die erste Goldmedaille für Bermuda.

### Winterspiele

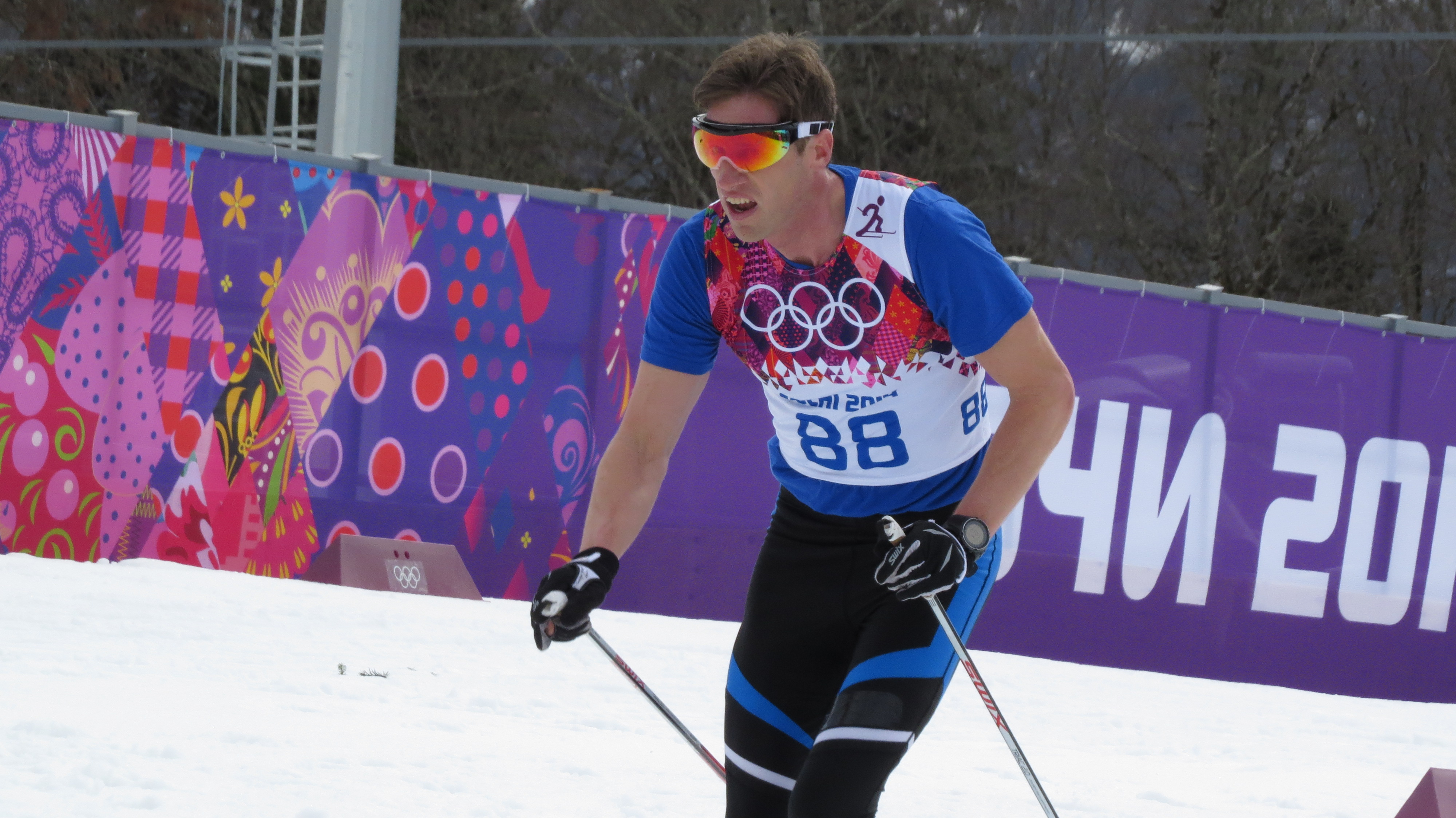
Der Skilangläufer Tucker Murphy in Sotschi 2014

Seit 1992 sind bermudische Wintersportler bei Olympischen Winterspielen vertreten. Seit dieser Zeit besteht die olympische Wintermannschaft Bermudas stets aus einem Athleten. Erster Winterolympionike war am 9. Februar 1992 der Rennrodler Simon Payne. 2006 in Turin nahm erstmals ein Skeletonfahrer teil, 2010 in Vancouver ein Skilangläufer.

## Übersicht der Teilnehmer

### Sommerspiele
| Jahr      | Athleten           | Athleten           | Athleten           | Flaggenträger                             | Sportarten         | Sportarten         | Sportarten         | Sportarten         | Sportarten         | Sportarten         | Sportarten         | Sportarten         | Sportarten         | Sportarten         | Medaillen          | Medaillen          | Medaillen          | Medaillen          | Rang               |
| Jahr      | Gesamt             | Männer             | Frauen             | Flaggenträger                             | Schwimmen          | Leichtathletik     | Wasserspringen     | Segeln             | Boxen              | Rudern             | Radsport           | Reitsport          | Tennis             | Triathlon          |                    |                    |                    | Gesamt             | Rang               |
| --------- | ------------------ | ------------------ | ------------------ | ----------------------------------------- | ------------------ | ------------------ | ------------------ | ------------------ | ------------------ | ------------------ | ------------------ | ------------------ | ------------------ | ------------------ | ------------------ | ------------------ | ------------------ | ------------------ | ------------------ |
| 1896–1932 | nicht teilgenommen | nicht teilgenommen | nicht teilgenommen | nicht teilgenommen                        | nicht teilgenommen | nicht teilgenommen | nicht teilgenommen | nicht teilgenommen | nicht teilgenommen | nicht teilgenommen | nicht teilgenommen | nicht teilgenommen | nicht teilgenommen | nicht teilgenommen | nicht teilgenommen | nicht teilgenommen | nicht teilgenommen | nicht teilgenommen | nicht teilgenommen |
| 1936      | 5                  | 5                  | 0                  | Perez Sord                                | 5                  |                    |                    |                    |                    |                    |                    |                    |                    |                    |                    |                    |                    |                    |                    |
| 1948      | 12                 | 10                 | 2                  | Whitfield Hayward                         | 5                  | 6                  | 1                  |                    |                    |                    |                    |                    |                    |                    |                    |                    |                    |                    |                    |
| 1952      | 6                  | 4                  | 2                  | Whitfield Hayward                         | 2                  | 2                  | 2                  |                    |                    |                    |                    |                    |                    |                    |                    |                    |                    |                    |                    |
| 1956      | 3                  | 3                  | 0                  |                                           |                    |                    |                    | 3                  |                    |                    |                    |                    |                    |                    |                    |                    |                    |                    |                    |
| 1960      | 9                  | 9                  | 0                  | Whitfield Hayward                         |                    |                    |                    | 9                  |                    |                    |                    |                    |                    |                    |                    |                    |                    |                    |                    |
| 1964      | 4                  | 4                  | 0                  | Whitfield Hayward                         |                    |                    |                    | 4                  |                    |                    |                    |                    |                    |                    |                    |                    |                    |                    |                    |
| 1968      | 6                  | 6                  | 0                  | Whitfield Hayward                         | 2                  |                    |                    | 4                  |                    |                    |                    |                    |                    |                    |                    |                    |                    |                    |                    |
| 1972      | 9                  | 9                  | 0                  | Kirk Cooper                               |                    |                    |                    | 7                  | 1                  | 1                  |                    |                    |                    |                    |                    |                    |                    |                    |                    |
| 1976      | 16                 | 15                 | 1                  |                                           | 8                  |                    |                    | 6                  | 2                  |                    |                    |                    |                    |                    |                    |                    | 1                  | 1                  | 37                 |
| 1980      | nicht teilgenommen | nicht teilgenommen | nicht teilgenommen | nicht teilgenommen                        | nicht teilgenommen | nicht teilgenommen | nicht teilgenommen | nicht teilgenommen | nicht teilgenommen | nicht teilgenommen | nicht teilgenommen | nicht teilgenommen | nicht teilgenommen | nicht teilgenommen | nicht teilgenommen | nicht teilgenommen | nicht teilgenommen | nicht teilgenommen | nicht teilgenommen |
| 1984      | 12                 | 11                 | 1                  | Nick Saunders                             | 2                  | 4                  |                    | 3                  |                    |                    | 3                  | 1                  |                    |                    |                    |                    |                    |                    |                    |
| 1988      | 12                 | 11                 | 1                  | Nick Saunders                             | 1                  | 5                  |                    | 2                  | 1                  |                    |                    | 2                  | 1                  |                    |                    |                    |                    |                    |                    |
| 1992      | 20                 | 14                 | 6                  | Brian Wellman                             | 6                  | 4                  |                    | 7                  |                    |                    |                    | 3                  |                    |                    |                    |                    |                    |                    |                    |
| 1996      | 9                  | 7                  | 2                  | Brian Wellman                             |                    | 3                  |                    | 4                  |                    |                    | 1                  | 1                  |                    |                    |                    |                    |                    |                    |                    |
| 2000      | 6                  | 4                  | 2                  | Mary Jane Tumbridge                       | 2                  | 1                  |                    | 3                  |                    |                    |                    | 1                  |                    |                    |                    |                    |                    |                    |                    |
| 2004      | 10                 | 5                  | 5                  | Peter Bromby                              | 1                  | 1                  | 1                  | 5                  |                    |                    |                    | 1                  |                    | 1                  |                    |                    |                    |                    |                    |
| 2008      | 6                  | 2                  | 4                  | Jill Terciera                             | 2                  | 2                  |                    |                    |                    |                    |                    | 1                  |                    | 1                  |                    |                    |                    |                    |                    |
| 2012      | 8                  | 5                  | 3                  | Zander Kirkland                           | 1                  | 2                  |                    | 2                  |                    |                    |                    | 1                  |                    | 2                  |                    |                    |                    |                    |                    |
| 2016      | 8                  | 4                  | 4                  | Tyrone Smith                              | 2                  | 2                  |                    | 2                  |                    | 1                  |                    |                    |                    | 1                  |                    |                    |                    |                    |                    |
| 2020      | 2                  | 1                  | 1                  | Dara Alizadeh                             |                    |                    |                    |                    |                    | 1                  |                    |                    |                    | 1                  | 1                  |                    |                    | 1                  | 63                 |
| 2024      | 8                  | 4                  | 4                  | Adriana Penruddocke & Jah-Nhai Perinchief | 2                  | 1                  |                    | 1                  |                    | 1                  |                    |                    |                    | 3                  |                    |                    |                    |                    |                    |
| Gesamt    | Gesamt             | Gesamt             | Gesamt             | Gesamt                                    | Gesamt             | Gesamt             | Gesamt             | Gesamt             | Gesamt             | Gesamt             | Gesamt             | Gesamt             | Gesamt             | Gesamt             | 1                  | 0                  | 1                  | 2                  | 141                |

### Winterspiele
| Jahr      | Athleten           | Athleten           | Athleten           | Flaggenträger      | Sportarten         | Sportarten         | Sportarten         | Medaillen          | Medaillen          | Medaillen          | Rang               |
| Jahr      | Gesamt             | Männer             | Frauen             | Flaggenträger      | Rodeln             | Skeleton           | Skilanglauf        |                    |                    |                    | Rang               |
| --------- | ------------------ | ------------------ | ------------------ | ------------------ | ------------------ | ------------------ | ------------------ | ------------------ | ------------------ | ------------------ | ------------------ |
| 1924–1988 | nicht teilgenommen | nicht teilgenommen | nicht teilgenommen | nicht teilgenommen | nicht teilgenommen | nicht teilgenommen | nicht teilgenommen | nicht teilgenommen | nicht teilgenommen | nicht teilgenommen | nicht teilgenommen |
| 1992      | 1                  | 1                  | 0                  |                    | 1                  |                    |                    |                    |                    |                    |                    |
| 1994      | 1                  | 1                  | 0                  | John Hoskins       | 1                  |                    |                    |                    |                    |                    |                    |
| 1998      | 1                  | 1                  | 0                  | John Hoskins       | 1                  |                    |                    |                    |                    |                    |                    |
| 2002      | 1                  | 1                  | 0                  | Patrick Singleton  | 1                  |                    |                    |                    |                    |                    |                    |
| 2006      | 1                  | 1                  | 0                  | Patrick Singleton  |                    | 1                  |                    |                    |                    |                    |                    |
| 2010      | 1                  | 1                  | 0                  | Tucker Murphy      |                    |                    | 1                  |                    |                    |                    |                    |
| 2014      | 1                  | 1                  | 0                  | Tucker Murphy      |                    |                    | 1                  |                    |                    |                    |                    |
| 2018      | 1                  | 1                  | 0                  | Tucker Murphy      |                    |                    | 1                  |                    |                    |                    |                    |
| 2022      | nicht teilgenommen | nicht teilgenommen | nicht teilgenommen | nicht teilgenommen | nicht teilgenommen | nicht teilgenommen | nicht teilgenommen | nicht teilgenommen | nicht teilgenommen | nicht teilgenommen | nicht teilgenommen |
| Gesamt    | Gesamt             | Gesamt             | Gesamt             | Gesamt             | Gesamt             | Gesamt             | Gesamt             | 0                  | 0                  | 0                  | –                  |

## Medaillengewinner

### Goldmedaillen
| Name        | Spiele     | Sportart  | Disziplin          |
| ----------- | ---------- | --------- | ------------------ |
| Flora Duffy | 2020 Tokio | Triathlon | Olympische Distanz |

### Silbermedaillen
Bislang (Stand 2024) keine Medaillengewinner

### Bronzemedaillen
| Name          | Spiele        | Sportart | Disziplin     |
| ------------- | ------------- | -------- | ------------- |
| Clarence Hill | 1976 Montreal | Boxen    | Schwergewicht |

## Medaillen nach Sportart
| Sportart  | Gold | Silber | Bronze | Gesamt |
| Boxen     | 0    | 0      | 1      | 1      |
| Triathlon | 1    | 0      | 0      | 1      |
| Gesamt    | 1    | 0      | 1      | 2      |